# Clytia arborescens
Clytia arborescens is een hydroïdpoliep uit de familie Campanulariidae. De poliep komt uit het geslacht Clytia. Clytia arborescens werd in 1893 voor het eerst wetenschappelijk beschreven door Pictet. 